# Massawa
Massawa, ook gespeld als Massaua, Massauwa, Mitsiwa of Mussuwa, is een middelgrote stad in Eritrea. Het is een havenstad aan de Rode Zee, met zo'n 38.000 inwoners. Massawa was tot 1897 de hoofdstad van de kolonie Italiaans-Eritrea. Daarna viel die eer te beurt aan Asmara. Massawa is de tweede stad van Eritrea, de grootste havenstad en hoofdstad van het district Semenawi Keyih Bahri.

## Ligging
De stad ligt ongeveer 2 meter boven zeeniveau op twee eilanden (Massawa en Taulud) vóór de kust en op het vasteland. Het historische centrum van Massawa bevindt zich op het buitenste van deze twee eilanden, een 1000 m lang, 300 m breed koraaleiland zonder zoetwater bronnen. Dit eiland is met een 440 m lange dam verbonden met het tweede eiland Taulud, dat tot de 19e eeuw onbewoond was. Taulud is op zijn beurt met een 1030 m lange tweede dam aan het vasteland verbonden.

## Klimaat
Massawa heeft een warm woestijnklimaat met extreem hoge luchtvochtigheid in de zomer, maar het regent er weinig, gemiddeld ongeveer 180 mm neerslag per jaar. Het is er het hele jaar door dag en nacht zeer warm. De gemiddelde jaartemperatuur nadert 30 °C en is een van de hoogste in de wereld. De relatieve luchtvochtigheid is er zeer hoog door de combinatie van woestijnhitte en vocht van de rode zee. Massawa is een van de heetste steden op de planeet.

## Geschiedenis
Massawa was oorspronkelijk een kleine en onbetekenende badplaats ongeveer 50 km ten noorden van de haven Adulis in een gebied dat in de oudheid samenviel met het Koninkrijk Aksum.
Na de val van Axum in de 8e eeuw, werd dit gebied bezet van 702 tot 750 door de Omajjaden. Van 740 tot de 14e eeuw was Massawa van de Beja, (Beja Koninkrijk van Eritrea), maar Massawa, dat  lag tussen de sultanaten van Dahlak, Qata en Baqulin, viel van tijd tot tijd onder andere Eritrese koninkrijken (het Balaw Koninkrijk, (12e-15e eeuw) en het Midri-Bahri koninkrijk (14e – 19e eeuw)). Onder het Balaw koninkrijk werd de oudste moskee van Eritrea, de Sheikh Hanafi moskee, gebouwd op Massawa eiland.
In de 15e eeuw leefden Venetiaanse handelaren in Massawa, dat toen belangrijk was als havenplaats voor de Arabische slavenhandel.
Van 1557 tot 1846 eeuw viel Massawa onder het Ottomaanse Rijk. De voormalige Balaw-koningen bestuurden als "Na'ib" namens de Sultan het gebied. In 1846 werd Massawa overgedragen aan de Egyptenaren en het werd een deel van het Kedivaat Egypte. Na de Ethiopisch-Egyptische oorlog van 1876 volgde in 1882 de bezetting van het Kedivaat door de Britten, die de stad in 1885 overdroegen aan Italië. Van 1890 tot 1936 was het de hoofdstad van de Italiaanse kolonie Eritrea. 

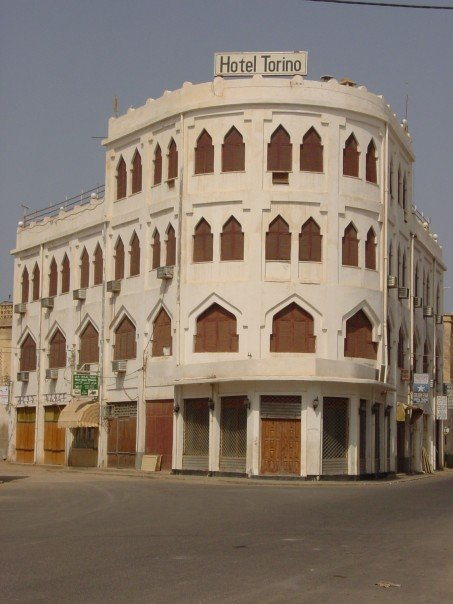
Gebouw uit ongeveer 1900 met Osmaanse stijlelementen in de oude stad
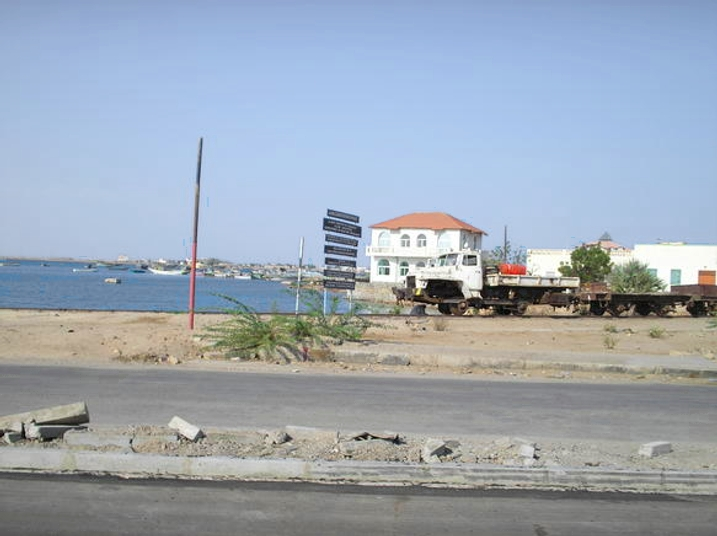
Zeezijde van de stad met een treintje aan rechterzijde op de Massawa-Asmaraspoorlijn
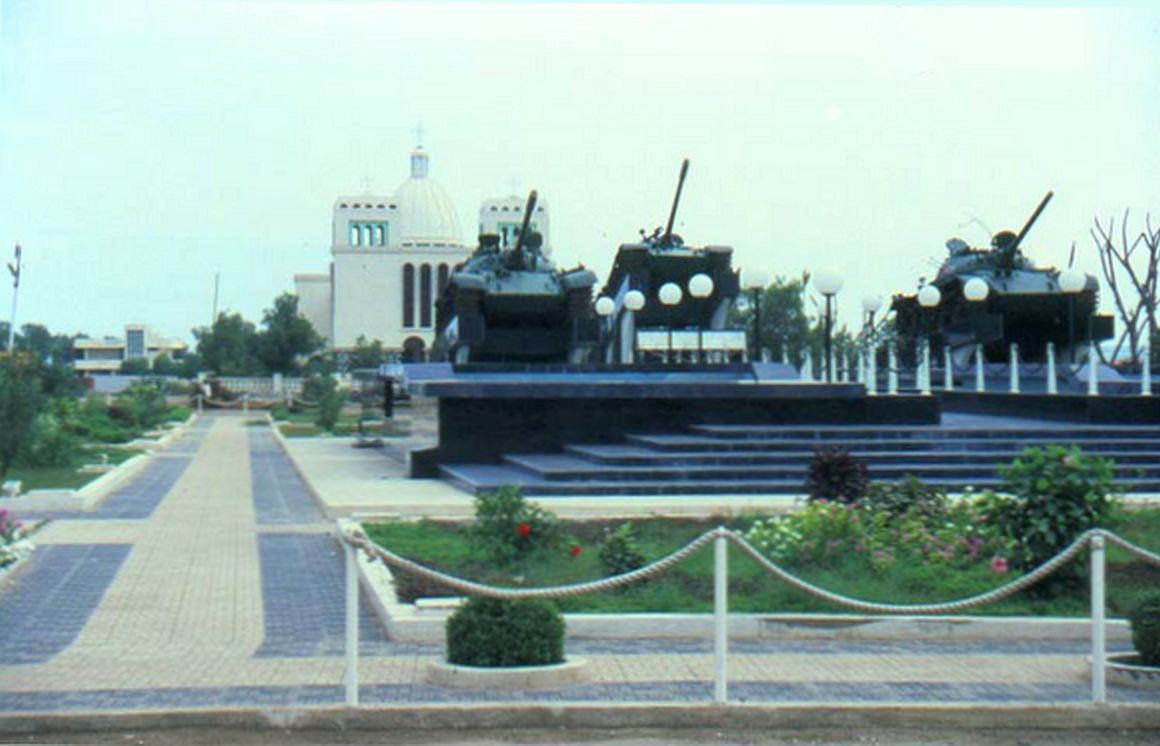
Oorlogsherdenkingsplein in de stad